# David de Sousa
David Ascensão de Figueiredo e Souza, conegut com a David de Souza o David de Sousa (Figueira da Foz (Portugal), 6 de maig de 1880 - ib., 3 d'octubre de 1918) fou un compositor, violoncel·lista i director d'orquestra portuguès, que malgrat viure pocs anys deixà una profunda petjada.
Sousa estudià violoncel en el Conservatori Nacional de Lisboa amb Eduardo Wagner i composició amb Freitas Gazul. Una subvenció del govern portuguès li va permetre estudiar des del 1904 en el Conservatori de Leipzig amb Julius Klengel.

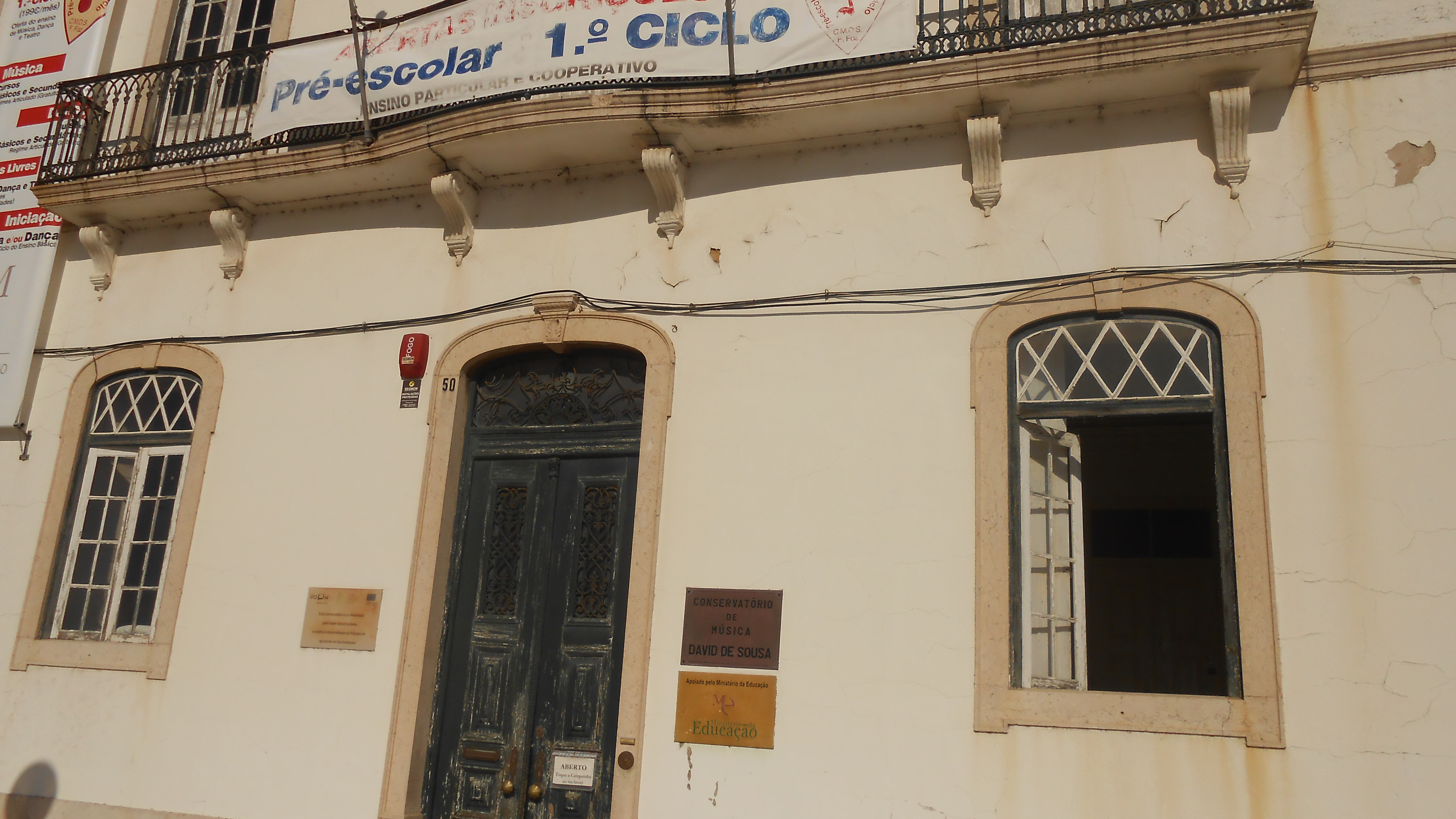
La seva ciutat natal, Figueira da Foz, va batejar el Conservatori Municipal amb el nom de David de Sousa.

Notable concertista de violoncel, es donà a conèixer arreu d'Europa: Regne Unit, Àustria-Hongria i Rússia. En la Rússia Imperial figurà com a solista de la històrica orquestra simfònica de Moscou, sent més tard segon director de la mateixa. Després de retornar a la seva terra natal, el 1913 debutà com a director d'orquestra del Teatro Nacional de Lisboa i poc temps després es convertí en el conductor principal de l'orquestra simfònica de Lisboa. A partir de 1916 fou professor de violoncel a l'Escola de Música de Lisboa i entre els seus alumnes tingué la Guillermina Suggia.
Morí l'octubre de 1918 a causa d'una epidèmia de pneumònia que assolà el seu país aquella tardor.